# Falso (ordinamento penale italiano)
Il falso è un reato previsto e disciplinato dal codice penale italiano agli art. 476 e seguenti con riferimento agli atti. Esso si distingue in "falso materiale" e in "falso ideologico". Il bene giuridico tutelato dalle norme penali sul falso è quello della fede pubblica.

## Fattispecie di falsità materiale
La falsità è materiale quando è la provenienza dell'atto in sé a essere fasulla, alterata o contraffatta, indipendentemente dalla verità dei fatti in esso attestati.

### Falsità materiale commessa dal pubblico ufficiale
Gli artt. 476, 477 e 478 prevedono tre distinte fattispecie di falsificazione materiale ovvero contraffazione e alterazione commesse dal pubblico ufficiale, aventi a oggetto rispettivamente atti pubblici, certificati o autorizzazioni amministrative e copie autentiche di atti pubblici o privati e attestati del contenuto di atti.

### Falsità materiale commessa dal privato
L'art. 482 punisce invece le stesse condotte di cui agli articoli citati poste in essere, però, da un privato, mentre gli artt. 485 e 486 sanzionano penalmente la falsificazione di scritture private ovvero chiunque formi una scrittura privata abusando di un foglio firmato in bianco.

## Fattispecie di falsità ideologica
La falsità ideologica in atti consiste invece nell'attestazione di fatti e situazioni non veritieri. L'atto è quindi autentico dal punto di vista formale, ma il suo contenuto è infedele alla realtà.

### Falsità ideologica commessa dal pubblico ufficiale
L'art. 479, punisce il pubblico ufficiale che, nell'esercizio delle sue funzioni, attesta in un atto pubblico fatti non veritieri. L'art. 480 punisce invece il pubblico ufficiale che commetta la falsificazione ideologica in certificati o in autorizzazioni amministrative.

### Falsità ideologica commessa dal privato
Una sanzione meno grave spetta invece, secondo l'art. 483, al soggetto privato che dichiari fatti non veritieri al pubblico ufficiale incaricato di redigere un atto pubblico.

## Testi normativi
- Codice penale italiano